# Lady Gaga Presents the Monster Ball Tour: At Madison Square Garden
Lady Gaga Presents the Monster Ball Tour: At Madison Square Garden è il primo album video della cantante statunitense Lady Gaga, pubblicato il 21 novembre 2011 dalla Streamline.
Il DVD ripercorre le due ore di concerto della tappa del The Monster Ball Tour al Madison Square Garden di New York e, in HBO, sono state mostrate in anteprima il 7 maggio, un giorno dopo l'ultima tappa del tour. Registrato tra il 21 ed il 22 febbraio 2011, esso è stato candidato ai Premi Emmy 2011 in cinque categorie vincendo un premio, che è stato assegnato ai tecnici di immagine. Ha vinto anche un Japan Gold Disk Awards come miglior video internazionale. Nel DVD, oltre al concerto, è presente anche la versione a cappella del brano Born This Way, il backstage e una galleria fotografica.

## Contenuto
Il filmato comincia con la cantante che cammina per le strade di New York con un due pezzi nero, occhiali da sole, la giacca borchiata di jeans con la scritta Born This Way e le scarpe "senza tacco" di Noritaka Tatehana; entra in un bar ed ordina un caffè. Uscita dal bar si mette in bocca una gomma e continua a camminare, incontra alcune sue amiche per strada ed infine entra in una automobile nera. Con la macchina passano di fronte al Madison Square Garden dove c'è un cartellone che pubblicizza il suo tour con su scritto "sold out". Alla vista di ciò si commuove e le scende una lacrima. Poi rivediamo la cantante nel camerino mentre si prepara per salire sul palco e scoppia a piangere pregando che tutto vada bene, perché, come lei spiega, a volte si sente ancora una "perdente del liceo". Poi, avviandosi, canta una strofa del brano Marry the Night e sale sul palco. Alla fine del concerto, vediamo Lady Gaga al pianoforte che intona a cappella il brano Born This Way.

## Vendite
Nella sua prima settimana il DVD entra nella classifica inglese alla posizione numero 4, mentre è entrato alla prima posizione della Billboard Hot 100 vendendo 26.000 copie, diventando il secondo album live con più vendite nella prima settimana, dietro solo ad I Am... World Tour di Beyoncé che aveva venduto 37.000 e 31.000 copie nelle sue due prime settimane.

## Tracce
1. Intro – 4:29
2. Dance in the Dark – 2:33 (Lady Gaga, Fernando Garibay)
3. Glitter and Grease – 2:37 (Lady Gaga, Rob Fusari)
4. Just Dance – 4:22 (Lady Gaga, RedOne, Aliaune Thiam)
5. Beautiful, Dirty, Rich – 4:21 (Lady Gaga, Rob Fusari)
6. The Fame – 4:15 (Lady Gaga, Martin Kierszenbaum)
7. LoveGame – 10:41 (Lady Gaga, RedOne)
8. Boys Boys Boys – 3:18 (Lady Gaga, RedOne)
9. Money Honey – 3:16 (Lady Gaga, RedOne, Bilal Hajji)
10. Telephone – 6:34 (Lady Gaga, Rodney Jerkins, LaShawn Daniels, Lazonate Franklin, Beyoncé Knowles)
11. Speechless – 6:16 (Lady Gaga)
12. Yoü and I – 9:24 (Lady Gaga)
13. So Happy I Could Die – 4:44 (Lady Gaga, RedOne, Space Cowboy)
14. Monster – 6:37 (Lady Gaga, RedOne, Space Cowboy)
15. Teeth – 9:42 (Lady Gaga, Taja Riley)
16. Alejandro – 5:25 (Lady Gaga, RedOne)
17. Poker Face – 3:56 (Lady Gaga, RedOne)
18. Paparazzi – 6:31 (Lady Gaga, Rob Fusari)
19. Bad Romance – 6:22 (Lady Gaga, RedOne)
20. Born This Way – 9:00 (Lady Gaga, Jeppe Laursen)

Contenuti bonus
1. Born This Way (Acapella) – 3:16
2. Backstage – 12:50

## Classifiche

### Classifiche settimanali
| Classifica (2011) | Posizione massima |
| ----------------- | ----------------- |
| Australia         | 2                 |
| Austria           | 5                 |
| Belgio (Fiandre)  | 3                 |
| Belgio (Vallonia) | 2                 |
| Danimarca         | 7                 |
| Finlandia         | 4                 |
| Francia           | 1                 |
| Germania          | 55                |
| Giappone          | 3                 |
| Irlanda           | 6                 |
| Italia            | 1                 |
| Paesi Bassi       | 3                 |
| Regno Unito       | 4                 |
| Repubblica Ceca   | 9                 |
| Spagna            | 6                 |
| Stati Uniti       | 1                 |
| Svezia            | 5                 |
| Svizzera          | 2                 |
| Ungheria          | 3                 |

### Classifiche di fine anno
| Classifica (2012) | Posizione |
| ----------------- | --------- |
| Australia         | 11        |
| Italia            | 18        |